# Polish Open 2015
Die Polish Open 2015 im Badminton fanden vom 18. bis zum 21. März 2015 in Arłamów statt.

## Sieger und Platzierte
| Disziplin    | Gold                        | Silber                        | Bronze                                 |
| ------------ | --------------------------- | ----------------------------- | -------------------------------------- |
| Herreneinzel | Daren Liew                  | Emil Holst                    | Ihsan Maulana Mustofa                  |
| Herreneinzel | Daren Liew                  | Emil Holst                    | Kęstutis Navickas                      |
| Dameneinzel  | Karin Schnaase              | Mariya Ulitina                | Anna Thea Madsen                       |
| Dameneinzel  | Karin Schnaase              | Mariya Ulitina                | Petya Nedelcheva                       |
| Herrendoppel | Kenta Kazuno Kazushi Yamada | Adam Cwalina Przemysław Wacha | Miłosz Bochat Paweł Pietryja           |
| Herrendoppel | Kenta Kazuno Kazushi Yamada | Adam Cwalina Przemysław Wacha | Takuto Inoue Yuki Kaneko               |
| Damendoppel  | Pradnya Gadre Siki Reddy    | Alexandra Bruce Phyllis Chan  | Ekaterina Bolotova Evgeniya Kosetskaya |
| Damendoppel  | Pradnya Gadre Siki Reddy    | Alexandra Bruce Phyllis Chan  | Lisa Kaminski Hannah Pohl              |
| Mixed        | Chan Peng Soon Goh Liu Ying | Akshay Dewalkar Pradnya Gadre | Lin Chia-yu Wu Ti-jung                 |
| Mixed        | Chan Peng Soon Goh Liu Ying | Akshay Dewalkar Pradnya Gadre | Anton Kaisti Cheryl Seinen             |